# Showscan
Showscan es un proceso cinematográfico desarrollado por Douglas Trumbull. Como alguno de los procesos espectaculares en wide-screen, utiliza película de 70mm, la diferencia estriba en el aumento de la velocidad de fotogramas por segundo a 60, 2,5 veces más rápido que en el proceso de cine tradicional—la misma fluidez posible que el video—. Es capaz de procesar una imagen que no solamente es grande en cuanto a resolución sino que es además dramáticamente más suave y realista que su proyección ordinaria.
Al principio se pretendió que todos, o al menos en parte de los segmentos de realidad virtual de la película Brainstorm estuvieran filmados y presentados en Showscan, pero al final los planes se vinieron abajo.
Hasta la fecha, este proceso ha sido utilizado en cortos 'ride films', en conjunto con sistemas de movimiento físico de los asientos de la platea de las salas. 
Showscan Film Corporation, que produjo y comercializó el equipamiento, cayó en bancarrota en 2002; el sistema fue adquirido por una nueva compañía, Showscan Entertainment.

## Películas hechas con Showscan
Douglas Trumbull dirigió la película de Brainstorm, la cual iba a ser la primera película en la cual toda la filmación iba a ser hecha con Showscan. Pero el rodaje fue un fracaso, ya que la protagonista, Natalie Wood, murió ahogada. Después de este suceso, el presupuesto se recortó y se redujo el montaje. Como consecuencia, la película solo destacó por los efectos visuales. A causa de que el Showscan no fue probado en esta grabación, Trumbull hizo filmaciones experimentales para promocionarlo.
Finalmente el 1992 fue galardonado por esta invención, por la Academia de las Artes y las Ciencias de Hollywood. Trumbull lo patentó con el nombre de Sistema de Cámara Showscan CP-65 para fotografía de 65mm. A partir de este momento, abandonó su carrera cinematográfica para dedicarse a la ingeniería de nuevos procesos de filmación.
Es necesario mencionar otras filmaciones que se realizaron con Showscan como New Magic, de 1983, protagonizada por Christopher Lee, o Call from space, el 1989, protagonizada por James Coburn y otros. Hasta hoy en día, este proceso ha sido utilizado en cortos "ride films", en conjunto con sistemas de movimiento físico de los asientos de la platea de las salas.
Showscan Film Corporation, que produjo y comercializó el equipamiento, cayó en bancarrota el 2002 y fue adquirido por una nueva compañía, Showscan Entertainment.

## Showscan como atracción
El año 1984 se hizo la primera atracción de simulación de Showscan, para entretener y mostrar su innovación digital con la filmación Tour of the Universe. Casi treinta años después, la atracción de Showscan ha creado más de 200 atracciones en 35 países diferentes. Algunas de estas atracciones se encuentran en Futurscope, en Francia, Gardaland en Italia, Luxor Hotels i Escalibur Hotel en Las Vegas y Everald and Lotte World en Korea, entre otros.
Showscan se ha convertido en la mayor atracción de simulación 3D y 4D. También es conocido por su desarrollo formado como el de Celebrating Us, promovido por Australia World Expo en 1988; Olympic Spirit creado para el Olympic Spirit Munich, en Alemania; o Life is a Rollercoaster, producido para el International Center for Life en Newcastle, Inglaterra.